# Rydöbruks missionshus

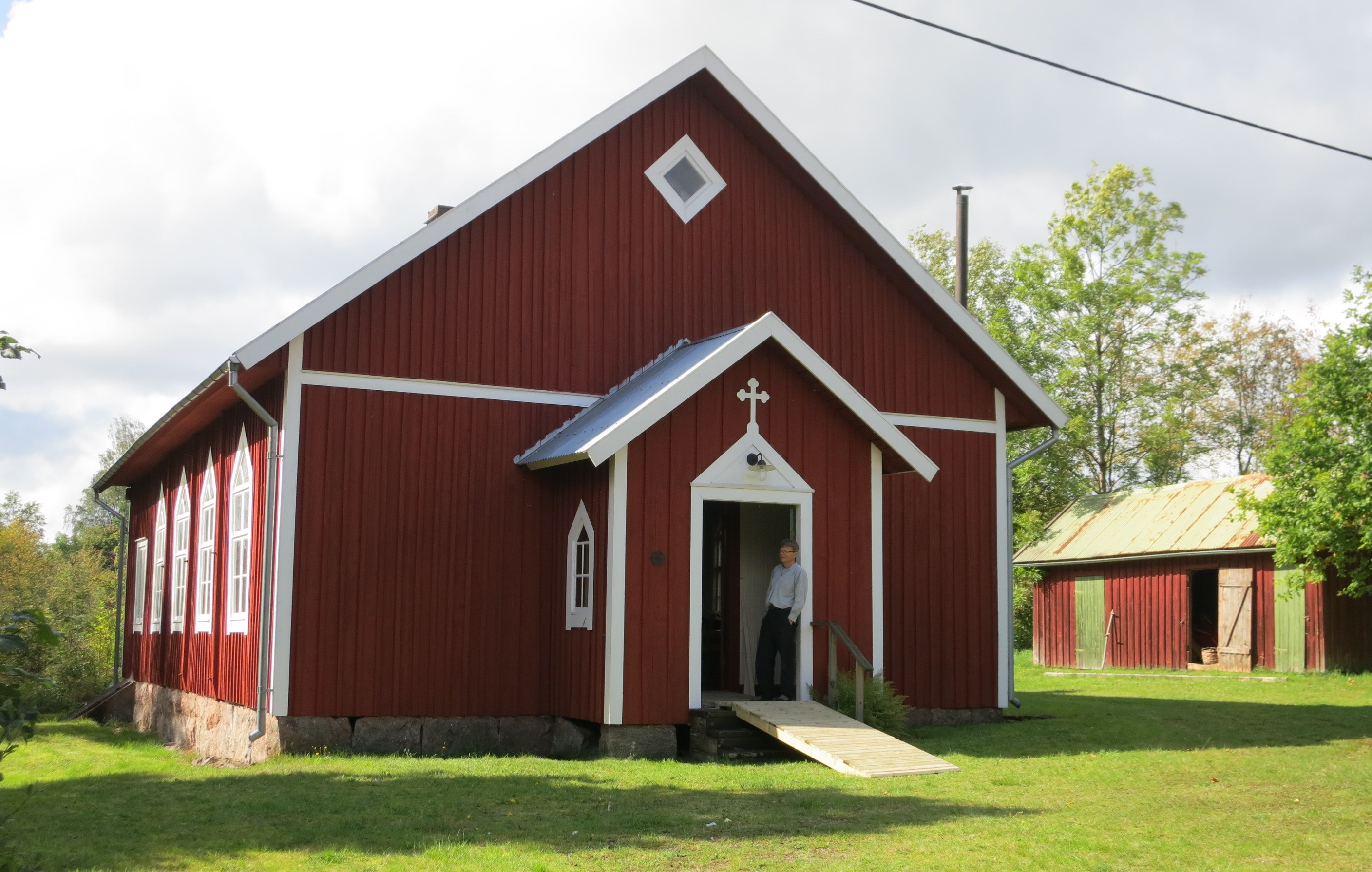
Missionshuset i Rydöbruk

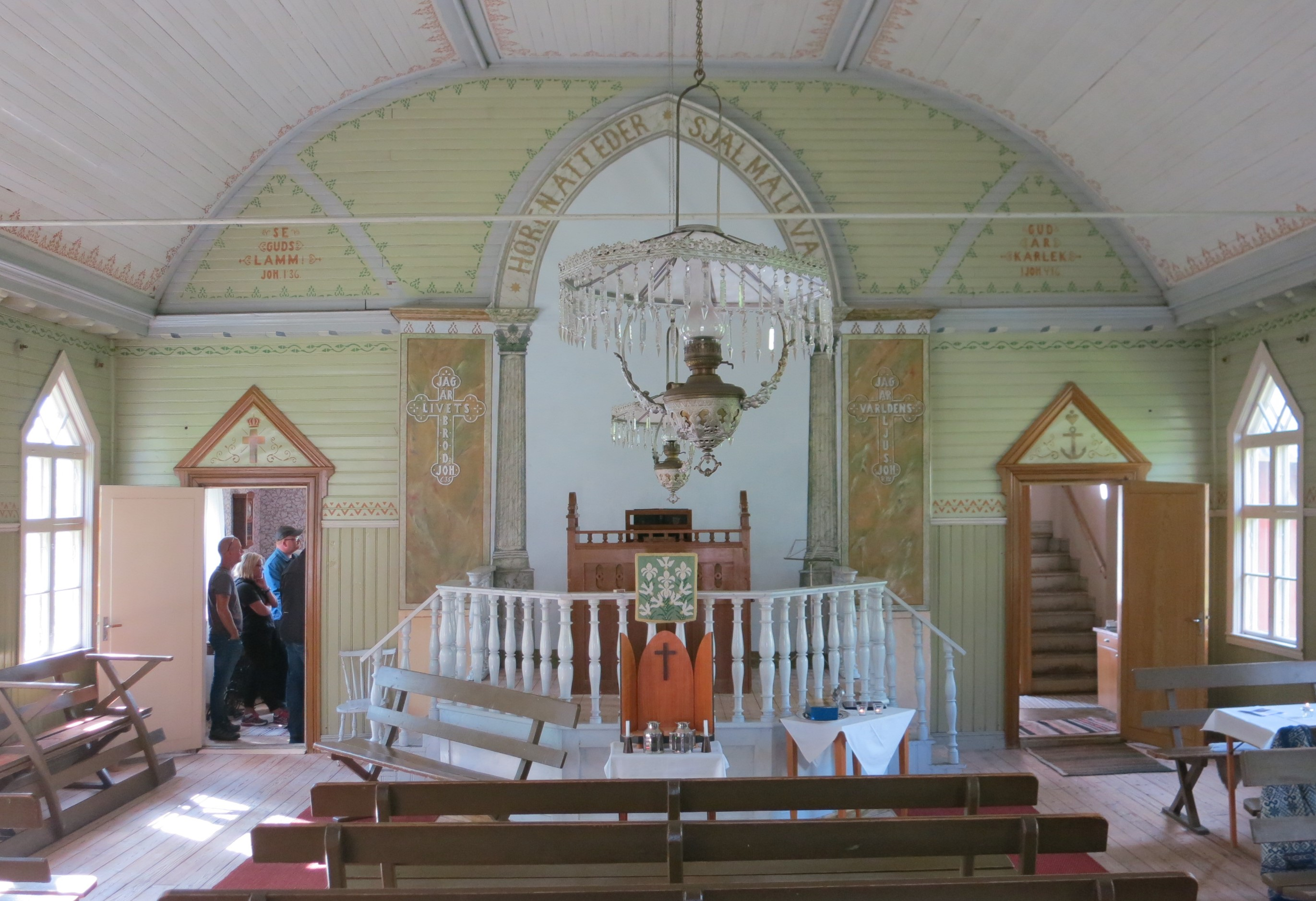
Kyrksal

Rydöbruks missionshus i Rydöbruk i Hylte kommun är ett byggnadsminne sedan 1986. 
Rydö missionsförsamling byggde missionshuset 1900 för en kostnad på 3 000 kronor. Större delen av byggnaden är relativt spartanskt utformad, men i den främre delen förekommer en del utsmyckning. I mitten längst fram finns en målad gotisk båge med texten HÖREN, ATT EDER SJÄL MÅ LEVA. Hela kyrksalen står idag i stort sett oförändrad som den såg ut i början av 1900-talet. Fondväggen rymmer rökkanaler (nu igensatta) från spisen i husets lägenhet och är en fattigmanskakelugn vilken värmde upp både kyrksal och lägenhet. Byggnaden används idag endast sporadiskt av dess ägare, Equmeniakyrkan Södra Nissadalen, tidigare Södra Nissadalens missionsförsamling.
I den västra delen av byggnaden inreddes en bostad för vaktmästare. Lägenheten användes fram till slutet av 1950-talet. 2016 tog bruksmuseet i Rydöbruk initiativet till att restaurera bostaden till hur den såg ut i slutet av 1930-talet. 